# Sega Rally 3
Sega Rally 3 es un videojuego de carreras desarrollado por Sega Racing Studio y distribuido por Sega para el sistema arcade Sega Europa-R en 2008. Es la secuela de Sega Rally 2. A diferencia de la mayoría de las otras entregas de la serie, esta no fue lanzada en Japón. Fue porteado por Sumo Digital para Xbox 360 y PlayStation 3 en 2011 como Sega Rally Online Arcade.

## Jugabilidad
Sega Rally 3 contiene tres modos de carrera: World Championship, Quick Race y Classic. El modo World Championship es un juego para un solo jugador que se desarrolla en tres etapas (Tropical, Canyon y Alpine) y sigue en gran medida el formato de los juegos arcade anteriores de Sega Rally. El juego es una carrera de 22 autos que se juega hasta un límite de tiempo, y la posición inicial del jugador para una carrera está determinada por su posición final en la carrera anterior. A diferencia de los juegos anteriores de la serie, cada carrera consta de dos vueltas. Si el jugador termina la tercera etapa en primer lugar, puede jugar una carrera cara a cara en la pista de bonificación Lakeside.
Quick Race es un modo para un solo jugador o multijugador, en el que seis autos (que contienen cualquier combinación de jugadores humanos y de IA) corren tres vueltas en cualquiera de los tres recorridos del Campeonato Mundial. En los modos Campeonato mundial y Carrera rápida, los jugadores pueden elegir uno de los seis autos con licencia de Citroën C4 WRC, Ford Focus RS WRC 07, Mitsubishi Lancer Evolution X, Peugeot 207 S2000, Subaru Impreza WRC 08 y Suzuki SX4 WRC. Además, en Quick Race los jugadores pueden elegir dos autos secretos: el Bowler Nemesis y el McRae Enduro.
El modo clásico es un modo individual o multijugador que tiene lugar en la pista Desert '95, recreada a partir del juego arcade original Sega Rally. En un solo jugador, el modo es una carrera cara a cara contra un solo oponente de IA, mientras que el multijugador permite hasta seis jugadores humanos sin oponentes de IA. Los coches Toyota Celica GT-Four de sexta generación y Lancia Delta HF Integrale del Sega Rally original se pueden utilizar exclusivamente en este modo.

## Desarrollo
El juego fue desarrollado simultáneamente con Sega Rally Revo. Durante el desarrollo, fue bajo el nombre en clave de 'Super Challenge'. El juego se ejecuta a 60 fotogramas por segundo con una resolución de 720p en comparación con los 30 fotogramas por segundo de su contraparte de consola debido a la potencia del nuevo hardware arcade Sega Europa-R.
Sega Rally 3 fue lanzado en 2011 en Xbox Live Arcade y PlayStation Network como Sega Rally Online Arcade, esencialmente el mismo título, excepto con algunos extras que incluyen el original ' Pista del desierto 'Sega Rally 1995. El juego se eliminó de la lista de Xbox Live Arcade y PlayStation Network en 2012 por razones inexplicables.

## Gabinete
Sega Rally 3 está disponible en cuatro configuraciones de gabinete diferentes: un gabinete grande de lujo para un jugador con sistema de simulación de movimiento, un gabinete grande de lujo sin movimiento para un jugador, un gabinete gemelo más pequeño sin movimiento y finalmente un gabinete sin movimiento para un solo jugador. Gabinete de movimiento (solo para el mercado de EE. UU.). El juego también está disponible en un kit de conversión, que cambia un juego existente a Sega Rally 3.
El gabinete de movimiento de lujo incluye un monitor de 62" Alta definición DLP y un sistema de simulación de movimiento de actuador dual que mueve el asiento de los jugadores en respuesta directa a la acción en pantalla. Se pueden vincular hasta seis gabinetes para carreras multijugador.
En noviembre de 2010, Sega Amusements USA instaló el kit Sega Rally 3 en su stand para la Exposición de la Asociación Internacional de Parques de Atracciones y Atracciones (IAAPA). El kit fue diseñado para gabinetes antiguos de Atari, Midway o Raw Thrills y ofrece un monitor LCD de marco abierto opcional de 27" como parte del paquete.